# 黑额伯劳

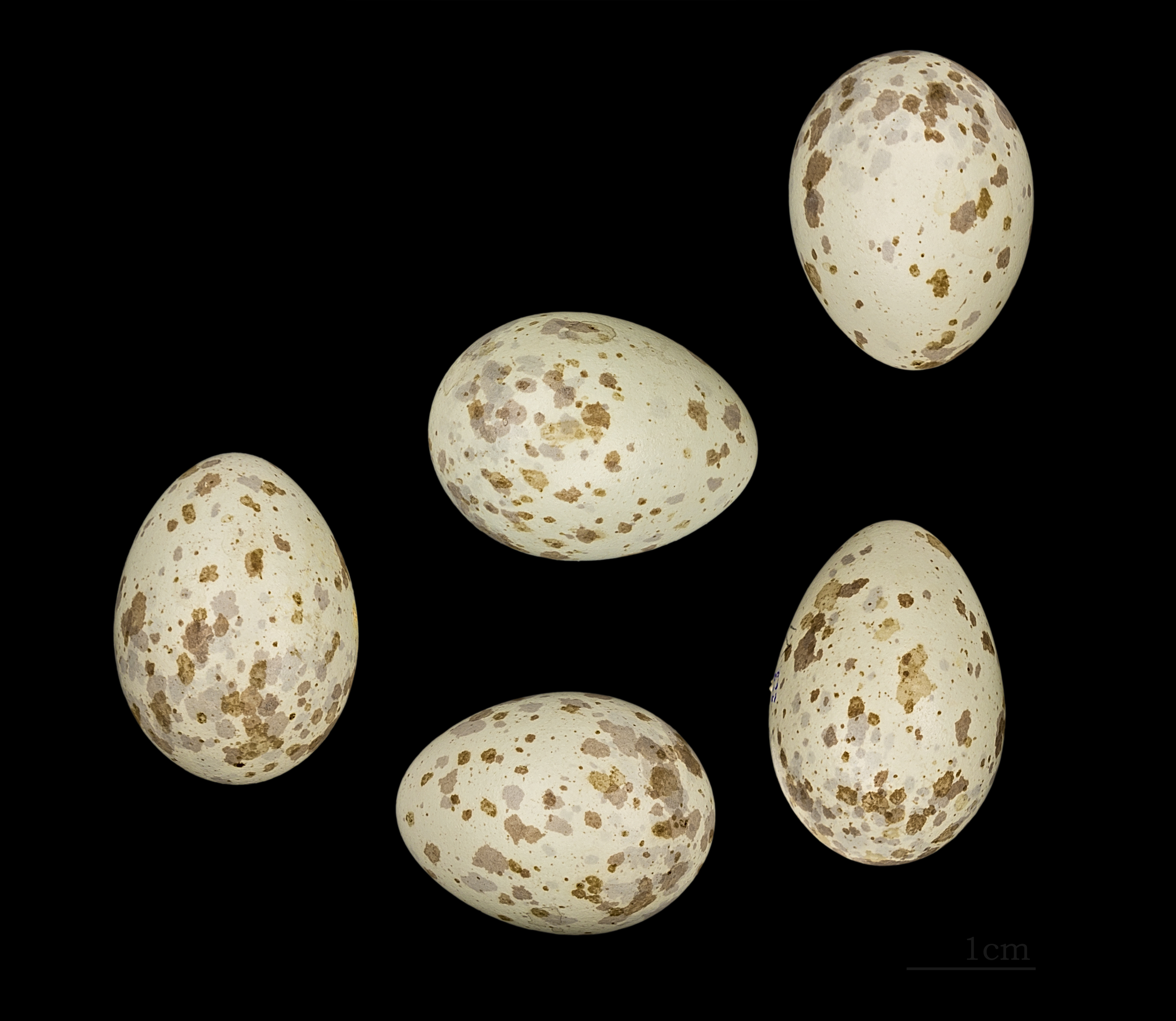
Lanius minor

黑额伯劳（学名：Lanius minor）为伯劳科伯劳属的鸟类，俗名小灰伯劳。分布于阿拉伯高原以北地区、非洲南部、从欧洲的中部、南部向俄罗斯、土耳其斯坦、到阿富汗、伊朗以及中国大陆的新疆等地，常见于从平原至海拔1500m山地、主要分布于森林草原和耕作区以及筑巢于阔叶树及灌木上。该物种的模式产地在意大利。
其种加词“minor”意为“较小的”。

## 亚种
- 黑额伯劳新疆亚种（学名：Lanius minor turanicus）。分布于乌拉尔到阿尔泰、阿富汗、伊朗、伊拉克到非洲以及中国大陆的新疆等地。该物种的模式产地在Ishak-Sai。[2]